# Seiersberg
Seiersberg è una frazione di 7 351 abitanti del comune austriaco di Seiersberg-Pirka, nel distretto di Graz-Umgebung (Stiria). Già comune autonomo, il 1º gennaio 2015 è stato fuso con il comune di Pirka per costituire il nuovo comune, nel quale Seiersberg è capoluogo.